# Luganska oblast
Luganska oblast (ukrajinsko Луганська область, latinizirano: Lugans'ka oblast', rusko Луганская область), pogovorno tudi Luganščina (ukrajinsko Луганщина, latinizirano: Luganščyna), je oblast na skrajnem vzhodu Ukrajine. Njeno upravno središče je uradno Lugansk, ki je trenutno pod rusko okupacijo.
Na zahodu meji na Donecko in Harkovsko oblast, z ostalih strani pa ima državno mejo z Rusijo (Belgorodska, Voroneška in Rostovska oblast). Med ukrajinskimi oblastmi se uvršča na deseto mesto po površini (4,42 % ozemlja Ukrajine) in na šesto (vštevši samostojno mesto Kijev pa sedmo) mesto po številu prebivalcev.

## Zgodovina
Oblast je bila ustanovljena 3. junija 1938 z razdelitvijo dotedanje Donecke oblasti na Stalinsko (današnjo Donecko) in Vorošilovgradsko (današnjo Lugansko) oblast..
Leta 1958 so z odločitvijo Nikite Hruščova, da se mesta ne smejo imenovati po živečih ljudeh, mestu Vorošilovgradu vrnili prejšnje ime Lugansk, s tem pa se je tudi Vorošilovgradska oblast preimenovala v Lugansko. Ime Vorošilovgradska oblast se je znova uporabljalo med letoma 1970 in 1991.
Po evromajdanu in politični krizi, ki se je sprevrgla v vojno v Donbasu, so aprila 2014 proruski separatisti zasedli stavbe regionalne vlade in proglasili Lugansko ljudsko republiko. Po mednarodno nepriznanem referendumu 11. maja v zasedenih delih oblasti je Luganska ljudska republika razglasila neodvisnost. Pod nadzorom separatistov je ostala približno južna tretjina Luganske oblasti, vključno z glavnim mestom Luganskom. Ukrajinska oblastna vlada se je začasno preselila v Severodoneck.
21. februarja 2022 je Rusija priznala Lugansko ljudsko republiko kot samostojno državo. Tri dni zatem, ob začetku invazije na Ukrajino, je napadla območja pod nadzorom ukrajinske vlade in do začetka julija prevzela nadzor nad skoraj celotno Lugansko oblastjo. Med 23. in 27. septembrom 2022 je v Luganski in še treh ukrajinskih oblasteh potekal referendum o priključitvi Rusiji, ki je bila po uradnih rezultatih v Luganski oblasti izglasovana s 98,42 %, in 30. septembra je Vladimir Putin podpisal odlok o aneksiji vseh štirih oblasti. Ukrajina, Evropska unija in Združeni narodi referendumov in aneksije niso priznali.
Trenutno (stanje 2023) je pod ruskim nadzorom skoraj celotna oblast razen nekaj ozemelj na njenem zahodu, kjer potekajo spopadi med ukrajinskimi in ruskimi silami.

## Upravne delitve
Pred reformo julija 2020 se je oblast delila na 18 rajonov in 14 mest oblastnega pomena, podrejenih neposredno oblastni vladi.
Od oktobra 2020 oblast vsebuje osem rajonov:
| Rajon                 | Upravno središče | Površina (km²) | Prebivalstvo (2021) | Št. gromad |
| --------------------- | ---------------- | -------------- | ------------------- | ---------- |
| Alčevski rajon        | Alčevsk          | 2006,1         | 437.513             | 3          |
| Dovžanski rajon       | Dovžansk         | 2139           | 206.360             | 2          |
| Luganski rajon        | Lugansk          | 2147,4         | 529.716             | 3          |
| Rovenkovski rajon     | Rovenki          | 2087,6         | 295.057             | 3          |
| Svatovski rajon       | Svatove          | 5329,1         | 78.278              | 7          |
| Siverskodonecki rajon | Siverskodoneck   | 2685,7         | 369.421             | 6          |
| Starobilski rajon     | Starobilsk       | 6930,6         | 126.010             | 8          |
| Ščastinski rajon      | Novoajdar        | 3380,4         | 78.967              | 5          |

Na ozemljih, ki niso pod ukrajinskim nadzorom, se je ohranila upravna delitev izpred leta 2020.

## Prebivalstvo
Po podatkih ukrajinskega popisa prebivalstva leta 2001 so Ukrajinci predstavljali 58 % prebivalstva Luganske oblasti in Rusi 39 %. Druge narodnosti so predstavljale vsaka manj kot odstotek prebivalstva.
69 odstotkov ljudi je kot svoj materni jezik navedlo ruščino, 30 odstotkov pa ukrajinščino.